# Aylin Fazelian
Aylin Fazelian (Gotemburgo, 13 de janeiro de 1992) é uma política sueca. Desde 24 de setembro de  2018 que serve como membro do Riksdag, representando o distrito eleitoral do Condado de Västra Götaland Ocidental.